# 50 Cassiopeiae
50 Cassiopeiae, som är stjärnans Flamsteed-beteckning, är en ensam stjärna i den mellersta delen av stjärnbilden Cassiopeja, tidigare felidentifierad som en misstänkt nebulosa som fått numret NGC 771. Den har en skenbar magnitud på ca 3,95 och är synlig för blotta ögat där ljusföroreningar ej förekommer. Baserat på parallaxmätning inom Hipparcosuppdraget på ca 20,8 mas, beräknas den befinna sig på ett avstånd på ca 157 ljusår (ca 48 parsek) från solen. Den rör sig närmare solen med en heliocentrisk radialhastighet på ca –18 km/s och kommer att ligga inom 82 ljusår om ca 1,9 miljoner år.

## Egenskaper
50 Cassiopeiae är en vit stjärna i huvudserien av spektralklass A2 V och är en misstänkt variabel stjärna med en mycket liten amplitud. Den har en massa som är ca 2,6 gånger solens massa, en radie som är ca 2,5 gånger större än solens och utsänder ca 64 gånger mera energi än solen från dess fotosfär vid en effektiv temperatur på ca 9 400 K.